# Leucauge striatipes
Leucauge striatipes là một loài nhện trong họ Tetragnathidae.
Loài này thuộc chi Leucauge. Leucauge striatipes được miêu tả năm 1876 bởi Bradley.